# Eastbrookend Country Park
Eastbrookend Country Park est un parc de 84 hectares et une réserve naturelle locale situé à Dagenham, dans le borough londonien de Barking et Dagenham, à Londres. Avec la réserve naturelle Chase voisine, il est également désigné site d'importance métropolitaine pour la conservation de la nature.

## Description
Il s’agissait d’un terrain abandonné, transformé en parc par des travaux de terrassement à grande échelle pour créer un paysage vallonné avec des mélanges de prairies de fleurs sauvages et plus de 50 000 petits arbres. Il a été ouvert en 1995. Les installations comprennent un centre du millénaire et un lac de pêche. Il présente un mélange de zones humides pâturées et d’habitats secs près de la rivière Rom. Dagenham Road traverse le parc. 

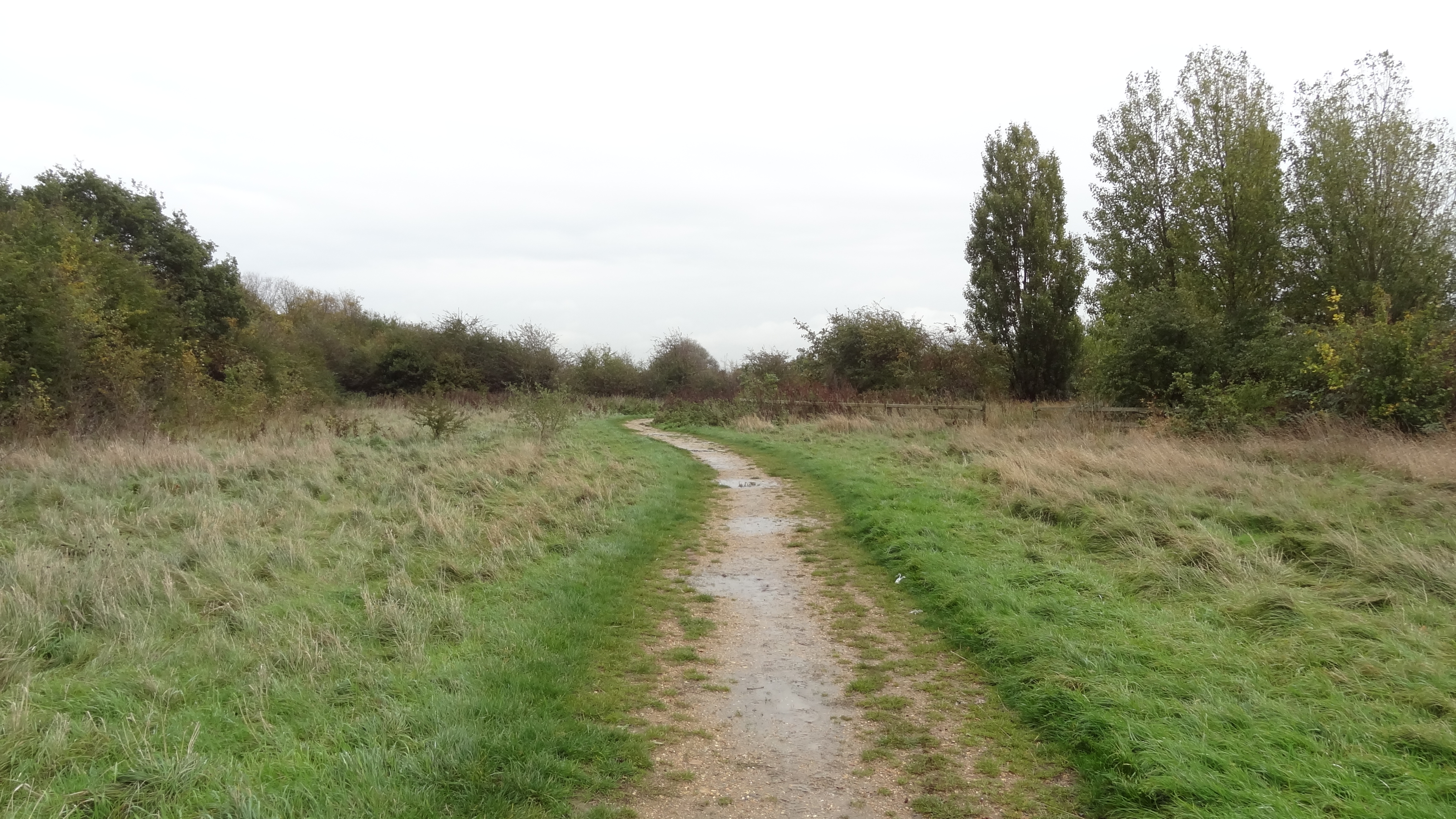
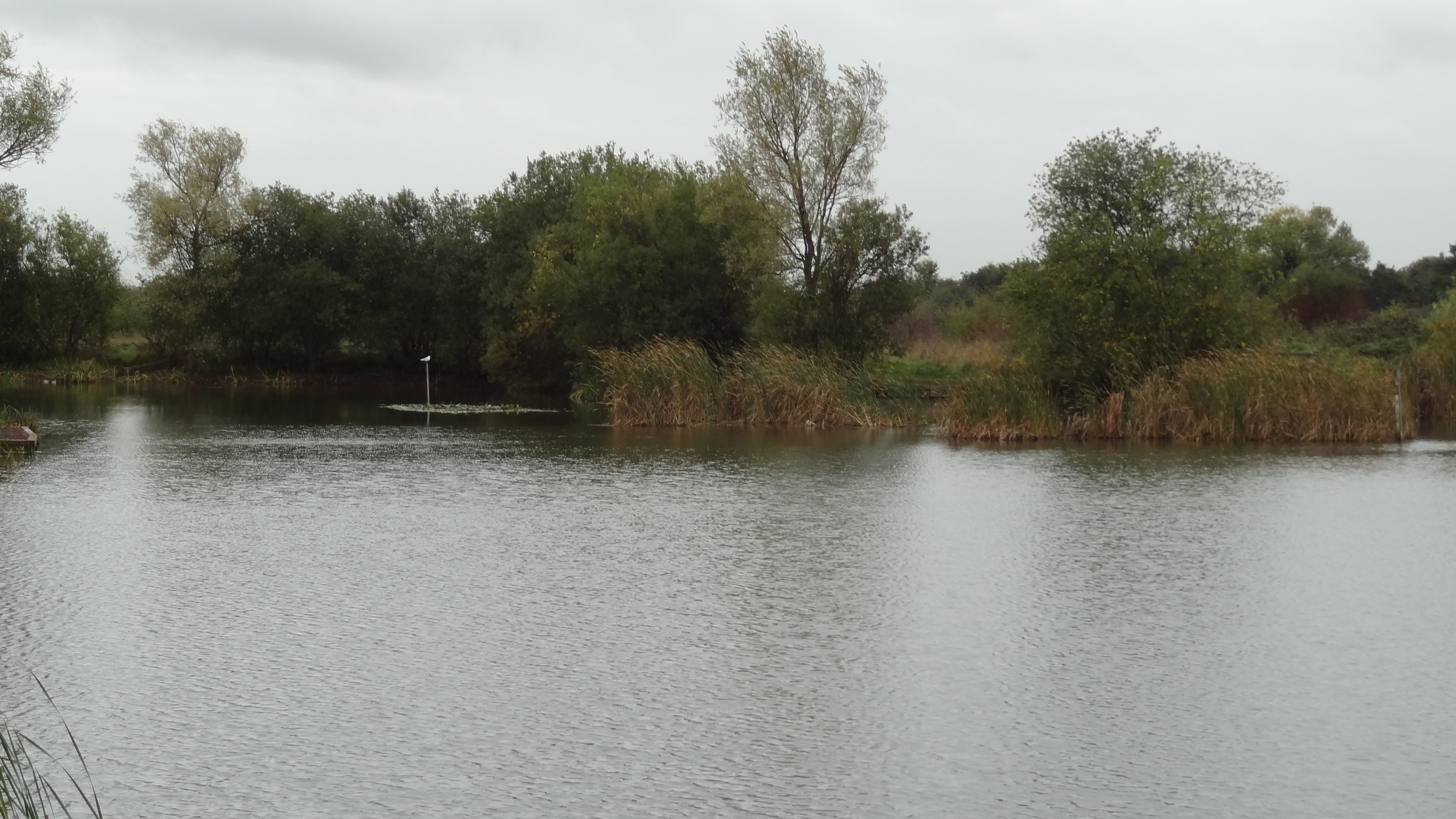
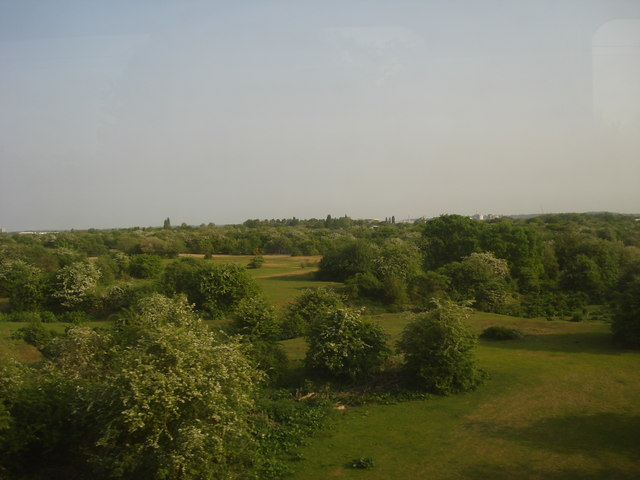